# Lijst van afleveringen van The Addams Family (1964)
Dit is een lijst met afleveringen van de Amerikaanse televisieserie The Addams Family uit het jaar 1964. De serie telt 2 seizoenen. Een overzicht van alle afleveringen is hieronder te vinden.

## Seizoen 1
| Nr. | Titel aflevering                           | Uitzenddatum VS   |
| --- | ------------------------------------------ | ----------------- |
| 1   | The Addams Family Goes to School           | 18 september 1964 |
| 2   | Morticia and the Psychiatrist              | 25 september 1964 |
| 3   | Fester's Punctured Romance                 | 2 oktober 1964    |
| 4   | Gomez, the Politician                      | 9 oktober 1964    |
| 5   | The Addams Family Tree                     | 16 oktober 1964   |
| 6   | Morticia Joins the Ladies League           | 23 oktober 1964   |
| 7   | Halloween with the Addams Family           | 30 oktober 1964   |
| 8   | Green-Eyed Gomez                           | 6 november 1964   |
| 9   | The New Neighbours                         | 13 november 1964  |
| 10  | Wednesday Leaves Home                      | 20 november 1964  |
| 11  | The Addams Family Meet the VIPs            | 27 november 1964  |
| 12  | Morticia, the Matchmaker                   | 4 december 1964   |
| 13  | Lurch Learns to Dance                      | 11 december 1964  |
| 14  | Art and the Addams Family                  | 18 december 1964  |
| 15  | The Addams Family Meets a Beatnik          | 1 januari 1965    |
| 16  | The Addams Family Meets the Undercover Man | 8 januari 1965    |
| 17  | Mother Lurch Visits the Addams Family      | 15 januari 1965   |
| 18  | Uncle Fester's Illness                     | 22 januari 1965   |
| 19  | The Addams Family Splurges                 | 29 januari 1965   |
| 20  | Cousin Itt Visits                          | 5 februari 1965   |
| 21  | The Addams Family in Court                 | 12 februari 1965  |
| 22  | Amnesia in the Addams Family               | 19 februari 1965  |
| 23  | Thing Is Missing                           | 5 maart 1965      |
| 24  | Crisis in the Addams Family                | 12 maart 1965     |
| 25  | Lurch and His Harpsichord                  | 19 maart 1965     |
| 26  | Morticia, the Breadwinner                  | 26 maart 1965     |
| 27  | The Addams Family and the Spacemen         | 2 april 1965      |
| 28  | My Son, the Chimp                          | 9 april 1965      |
| 29  | Morticia's Favorite Charity                | 16 april 1965     |
| 30  | Progress and the Addams Family             | 23 april 1965     |
| 31  | Uncle Fester's Toupee                      | 30 april 1965     |
| 32  | The Vocational Counselor                   | 7 mei 1965        |
| 33  | Lurch, the Teenage Idol                    | 14 mei 1965       |
| 34  | The Winning of Morticia Addams             | 21 mei 1965       |

## Seizoen 2
| Nr. | Titel aflevering                            | Uitzenddatum VS   |
| --- | ------------------------------------------- | ----------------- |
| 1   | My Fair Cousin Itt                          | onbekend          |
| 2   | Morticia's Romance: Part 1                  | 24 september 1965 |
| 3   | Morticia's Romance: Part 2                  | 1 oktober 1965    |
| 4   | Morticia Meets Royalty                      | 8 oktober 1965    |
| 5   | Gomez, the People's Choice                  | 15 oktober 1965   |
| 6   | Cousin Itt's Problem                        | 22 oktober 1965   |
| 7   | Halloween-Addams Style                      | 29 oktober 1965   |
| 8   | Morticia, the Writer                        | 5 november 1965   |
| 9   | Morticia, the Sculptress                    | 12 november 1965  |
| 10  | Gomez, the Reluctant Lover                  | 19 november 1965  |
| 11  | Feud in the Addams Family                   | 26 november 1965  |
| 12  | Gomez, the Cat Burglar                      | 3 december 1965   |
| 13  | Portrait of Gomez                           | 10 december 1965  |
| 14  | Morticia's Dilemma                          | 17 december 1965  |
| 15  | Christmas with the Addams Family            | 24 december 1965  |
| 16  | Uncle Fester, Tycoon                        | 31 december 1965  |
| 17  | Morticia and Gomez vs. Fester and Grandmama | 7 januari 1966    |
| 18  | Fester Goes on a Diet                       | 14 januari 1966   |
| 19  | The Great Treasure Hunt                     | 21 januari 1966   |
| 20  | Ophelia Finds Romance                       | 28 januari 1966   |
| 21  | Pugsley's Allowance                         | 4 februari 1966   |
| 22  | Happy Birthday, Grandma Frump               | 11 februari 1966  |
| 23  | Morticia, the Decorator                     | 18 februari 1966  |
| 24  | Ophelia Visits Morticia                     | 25 februari 1966  |
| 25  | Addams Cum Laude                            | 4 maart 1966      |
| 26  | Cat Addams                                  | 11 maart 1966     |
| 27  | Lurch's Little Helper                       | 18 maart 1966     |
| 28  | The Addams Policy                           | 25 maart 1966     |
| 29  | Lurch's Grand Romance                       | 1 april 1966      |
| 30  | Ophelia's Career                            | 8 april 1966      |